# Corbara, Haute-Corse
Corbara là một xã ở tỉnh Haute-Corse trên đảo Corse, Pháp. Xã này có diện tích 10,19 km², dân số năm 1999 là 706 người. Khu vực này có độ cao trung bình 170 mét trên mực nước biển.